# Jesse Alto
Jesse Michael Alto (1º gennaio 1927 – contea di Clark, 3 maggio 1998) è stato un giocatore di poker statunitense.
Pur non avendo vinto alcun braccialetto alle World Series of Poker, è riuscito a disputare 5 tavoli finali del Main Event: nel 1976, 1978, 1984,   1985 e 1986.
Nel 1976 ha disputato l'heads-up finale contro Doyle Brunson: essendo ancora un evento "winner-takes-all", non vinse alcun premio. La sua vincita più alta nel Main Event risale al 1984, quando concluse al terzo posto (anno della vittoria di Jack Keller). Alla sua morte le sue vincite superavano i 430 000 dollari.